# بوسیو-لو-روی
بوسیو-لو-روی (به فرانسوی: Boucieu-le-Roi) یک کمون در فرانسه است که در آردش واقع شده‌است. بوسیو-لو-روی ۸٫۹۴ کیلومتر مربع مساحت دارد ۲۷۶ متر بالاتر از سطح دریا واقع شده‌است.